# Kongo na Letnich Igrzyskach Olimpijskich 1984
Kongo na Letnich Igrzyskach Olimpijskich 1984 reprezentowało 9 zawodników (8. mężczyzn i 1. kobieta), którzy nie zdobyli medalu. Był to 4. start reprezentacji Kongo na letnich igrzyskach olimpijskich.

## Judo
Mężczyźni
- Bienvenu Mbida - waga półlekka - 14. miejsce
- Séraphin Okuaka - waga średnia - 18. miejsce
- Christophe Wogo - waga półśrednia - 20. miejsce

## Lekkoatletyka
Mężczyźni
- Emmanuel M'Pioh - 3000 metrów z przeszkodami - odpadł w ćwierćfinałach
- Henri Ndinga - 100 metrów - odpadł w eliminacjach
- Antoine Kiakouama - 200 metrów - odpadł w eliminacjach
- Jean-Didiace Bémou - 400 metrów - odpadł w eliminacjach
- Théophile Nkounkou, Henri Ndinga, Antoine Kiakouama, Jean-Didiace Bémou - 4 x 100 metrów - odpadli w ćwierćfinałach

Kobiety
- Françoise M'Pika - 100 m, 200 m - odpadła w ćwierćfinałach